# 聖誕主教座堂 (基希訥烏)
聖誕主教座堂（羅馬尼亞語：Catedrala Mitropolitană Nașterea Domnului）是摩爾多瓦首都基希涅夫主要的摩爾多瓦正教會大教堂。基督降生大教堂修建於1830年，是一座新古典主義建築。二戰期間教堂被炸毀。蘇聯時期教堂曾被改造為一個會展中心。钟楼则在1962年拆毁，1997年重建。